# Run for Cover (canção)
"Run for Cover"  é uma canção do girl group britânico Sugababes. As Babes, Jony Lipsey, Cameron McVey e Paul Simm co-escreveram a música para o primeiro álbum de estúdio do trio One Touch (2000). Foi lançado como o terceiro single do álbum durante o segundo trimestre de 2001 e ficou entre os 20 primeiros na Alemanha e no UK Singles Chart.

## Informações da canção
A música foi produzida por Lipsey, McVey e Simm. Recebeu críticas positivas dos críticos de música. A faixa é um dos singles mais sombrios e mais assustadores do grupo até hoje. As letras descrevem fugir da realidade e da dureza do mundo, possivelmente de um relacionamento abusivo (você nunca parece saber o quanto você me faz sofrer). Foi lançado como o terceiro single do álbum de estréia do trio One Touch, na primavera de 2001 e vendeu 64.242 cópias. Siobhán Donaghy não tinha nenhum vocal solo nesta faixa, embora os produtores a citassem como compositora da maioria das letras da música. Em 2007, a cantora checa Tereza Kerndlová, regravou a música como "Zhasis" para o álbum Orchidej.

## Singles
CD single europeu
1. "Run for Cover" - 3:47
2. "Don't Wanna Wait" (Ron Tom, Don-e)- 4:42
3. "Run for Cover" [Zero Gravity Suga & Spice Mix] - 5:51

CD single australiano
1. "Run for Cover" - 3:47
2. "Run for Cover" [J-Walk Mix] - 4:45
3. "Run for Cover" [Zero Gravity Suga & Spice Mix] - 5:51
4. "Don't Wanna Wait" - 4:42

DVD single britânico
1. "Run for Cover" [Video]
2. "Overload" [Nick Faber mix]
3. "Overload" [Video extract]
4. "New Year" [Video extract]
5. Photo Gallery